# Нова Суль
Нова Суль (пол. Nowa Sól, нім. Neusalz an der Oder — Нойзальц-на-Одері) — місто в західній Польщі, на річках Одра та Чарна Струга.
Адміністративний центр Новосольського повіту Любуського воєводства.
У місті народився відомий музикант Северин Краєвський.

## Демографія
Демографічна структура станом на 31 березня 2011 року:
|          | Загалом | Допрацездатний вік | Працездатний вік | Постпрацездатний вік |
| -------- | ------- | ------------------ | ---------------- | -------------------- |
| Чоловіки | 19223   | 3619               | 13584            | 2020                 |
| Жінки    | 21146   | 3493               | 12513            | 5140                 |
| Разом    | 40369   | 7112               | 26097            | 7160                 |